# 9413 Eichendorff
9413 Eichendorff هو كويكب، يقع ضمن حزام الكويكبات. اكتشف في 21 سبتمبر 1995.

## روابط خارجية
- 9413 Eichendorff في قاعدة بيانات مختبر الدفع النفاث لأجرام النظام الشمسي الصغيرة

- الاكتشاف · مخطط المدار ·  العناصر المدارية · المعلمات المادية

- 9413 Eichendorff على موقع ويكي سكاي: DSS2, SDSS, GALEX, IRAS, Hydrogen α, X-Ray, Astrophoto, Sky Map, Articles and images